# The Golden Idiot
The Golden Idiot è un film muto del 1917 diretto da Arthur Berthelet e prodotto dalla Essanay di Chicago. La sceneggiatura di H. Tipton Steck si basa sulla novella The Golden Idiot di Richard Rudd Whiting pubblicata sull'Ainslee's Magazine nel settembre 1916.

## Trama
Barry Owen e Walter sono i due nipoti di Woolwich, un eccentrico milionario che vuole lasciare il suo denaro diviso tra i due giovanotti ma in proporzione al denaro che i nipoti avranno di loro al momento della morte di Woolwich. Walter, in quel momento, essendo un broker ha una situazione finanziaria molto florida, mentre Barry è un giornalista squattrinato.
La fortuna di Barry inizia quando incontra la bella Faith che lui aiuta riparandole l'auto in panne. In seguito, il giovane la incontra di nuovo, salvandola questa volta dall'annegamento mentre si trova al Country Club dove era stato invitato dall'amico Jerry. L'amicizia tra Faith e Barry si trasforma presto in amore, ma lui non ha il coraggio di dichiararsi a causa della sua povertà.
La morte di zio Woolwich mette tutto a posto: al momento del decesso, Walter si trova coperto dai debiti per un'infelice speculazione finanziaria e, in questo modo, Barry eredita tutti i soldi dello zio defunto. Diventato ricco, il giovane può finalmente dichiararsi alla sua ragazza.

## Produzione
Il film fu prodotto dalla Essanay Film Manufacturing Company che introdusse con questa pellicola la tecnica dei sottotitoli animati: posizionati in un angolo dello schermo, i sottotitoli non interferivano con l'azione.

## Distribuzione
Distribuito dalla K-E-S-E Service, il film uscì nelle sale cinematografiche USA il 23 luglio 1917.